# Pycnopodia
Pycnopodia is een geslacht van zeesterren, en het typegeslacht van de familie Pycnopodiidae.

## Soort
- Pycnopodia helianthoides (Brandt, 1835) (Zonnebloemster)